# Gymnothorax conspersus
Gymnothorax conspersus är en fiskart som beskrevs av Poey, 1867. Gymnothorax conspersus ingår i släktet Gymnothorax och familjen Muraenidae. Inga underarter finns listade i Catalogue of Life.